# فرودگاه کچیمبو
فرودگاه کچیمبو (به انگلیسی: Cachimbo Airport) (به زبان بومی: Aeroporto de Cachimbo) یک فرودگاه نظامی است که یک باند فرود آسفالت دارد و طول باند آن ۲۶۰۲ متر است. این فرودگاه در کشور برزیل قرار دارد و در ارتفاع ۵۳۷ متری از سطح دریا واقع شده‌است.